# Яшин, Олег Михайлович
Олег Михайлович Яшин (род. 29 декабря 1978, Минусинск, Красноярский край) — российский дзюдоист, бронзовый призёр чемпионатов России 2002 и 2005 годов, серебряный призёр чемпионата России среди молодёжи, мастер спорта России. Чемпион внутренних войск МВД России 2010 года. Выступал в лёгкой весовой категории (до 73 кг).

## Спортивные результаты
- Всероссийский турнир по дзюдо на призы ЗМС Сергея Космынина — [1];
- Чемпионат России по дзюдо 2002 — ;
- Чемпионат России по дзюдо 2005 — ;